# Giandomenico Curi
Giandomenico Curi (* 1946 in Rom) ist ein italienischer Autor und Filmregisseur.

## Leben
Curi schloss in Literaturwissenschaft ab und besuchte dann die „Accademia d'Arte Drammatica Dilvio D'Amico“. Sein spezielles Interesse galt der Unterhaltungsmusik; er arbeitete für das Radio, für Fernsehprogramme und als Kritiker. Als Regisseur drehte er Videoclips und debütierte 1987 mit Ciao mà… 1987 im Kino, einem Musikfilm mit Vasco Rossi in der Hauptrolle.
Auch in seinem zweiten Film, dem 1989 entstandenen Lambada, steht populäre Musik im Mittelpunkt. Mit Gianfranco Giagni drehte er im gleichen Jahr für das Fernsehen die Comic-Verfilmung Valentina.
Curi veröffentlicht regelmäßig zu Musik- und Filmthemen, darunter auch eine Biographie über Dalida.
Curi lehrt in Rom über filmwissenschaftliche Themen.

## Filmografie
- 1987: Ciao mà…
- 1989: Lambada – Heiß und gefährlich (Lambada)
- 1989: Valentina (Fernsehserie; Zusammenschnitt als Kinofilm)